# منغنيز في علم الأحياء

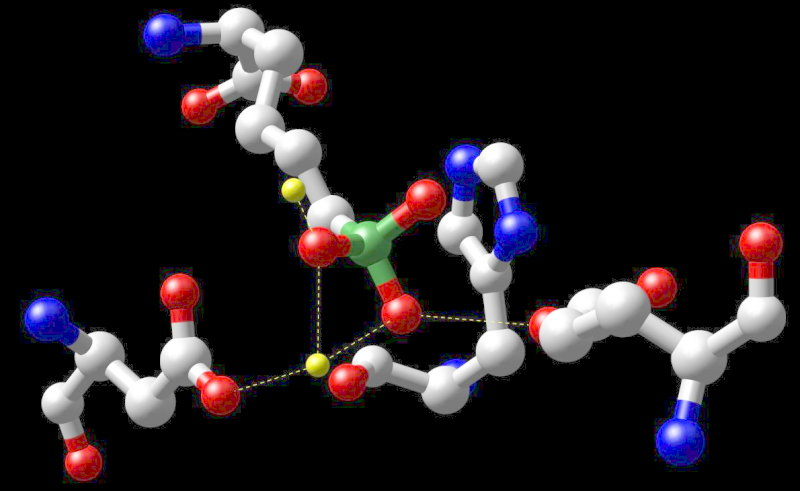
مركز تفاعل الأرجيناز مع مثبط حمض البورونيك – ذرات المنغنيز تظهر باللون الأصفر.

المنغنيز في جميع الكائنات الحية هو عنصر بيولوجي أساسي. يُستخدم في العديد من الإنزيمات والبروتينات وهو ضروري في النّباتات.

## كيمياء حيوية
الإنزيمات التي تحتوي على المنغنيز كعامل مساعد هي إنزيمات الأكسدة والاختزال، النّاقلة، الهيدرولاز، اللياز، المصاوغة (الأيزوميراز) والربط. الإنزيمات الأخرى المحتوية على المنغنيز هي أرجيناز وفوق أكسيد الديسموتاز، وفئة إنزيم النسّخ العكسي للعديد من الفيروسات الارتجاعية (ما لم تكن فيروسات بطيئة مثل فيروس نقص المناعة البشرية) تحتوي على المنغنيز. عديدات الببتيد المحتوية على المنغنيزهي ذيفان الخناق وليكتين والإنتغرين.

## دور بيولوجي في الإنسان
المنغنيز هو عنصر غذائي أساسي للبشر. وهو موجود كمساعد إنزيم في العديد من العمليّات البيولوجيّة، والتي تشمل عمليات الأيض للمغذيات الكبيرة، تشكيل العظام، وأنظمة الدّفاع الحامية من الجذور الحرة. هو عنصر مهم في الكثير من البروتينات والإنزيمات. يحتوي جسم الإنسان على حوالي 12 مجم من المنغنيز، معظمها يتركز في العظام. يتركّز الباقي في الأنسجة الضامة في الكبد والكلى. أمّا في الدماغ، يرتبط المنغنيز مع البروتينات الفلزيّة الخاصة للمنغنيز، وأبرزها مخلّقة الغلوتامين في الخلايا النجمية.

### تغذية

#### توصيات غذائية
قام معهد الطب الأمريكي بتحديث معدّل الحاجة التقريبي والكمية المُوصى بتناولها للمعادن في عام 2001. بالنّسبة للمنغنيز، لم تكن هناك معلومات كافية لتعيين معدّل الحاجة التقريبي والكمية المُوصى بتناولها، لذلك قدّرت الاحتياجات للمدخول الكافي. أما بالنسبة لحد الأمان، فإن معهد الطب الأمريكي يحدد المستوى الأقصى المقبول للفيتامينات والمعادن عندما تكون الأدلة كافية. في حالة المنغنيز، يُعيّن المستوى الأقصى المقبول للبالغ عند 11 مجم/يوم. يشار إلى معدّل الحاجة التقريبي، الكمية المُوصى بتناولها، المدخول الكافي والمستوى الأقصى المقبول مجتمعة باسم الكمّيّة الغذايئّة المرجعيّة. نقص المنغنيز أمر نادر الحدوث.
تشير الهيئة الأوروبية لسلامة الأغذية إلى مجموعة المعلومات المجمّعة على أنّها قيم غذائيّة مرجعيّة، مع الكمّيّة المرجعية للسكان بدلاً من الكمية المُوصى بتناولها، ومتوسط المتطلبات بدلاً من معدّل الحاجة التقريبي. عُرّف المدخول الكافي والمستوى الأقصى المقبول كما هو معرّف في الولايات المتحدة. بالنسبة للأشخاص البالغة أعمارهم 15 وما فوق، يعيّن المدخول الكافي عند 3.0 مجم/يوم. المدخول الكافي للحمل والرضاعة هو 3.0 مجم/يوم. بالنسبة للأطفال الذين تتراوح أعمارهم بين 1-14 سنة، يزداد المدخول الكافي مع تقدم العمر من 0.5 إلى 2.0 مجم/يوم. المدخول الكافي للبالغين أعلى من الكمية المُوصى بتناولها الأمريكية. عرضت الهيئة الأوروبية لسلامة الأغذية نفس سؤال حد الأمان والسلامة وقررت أنه لا توجد معلومات كافية لتعيين المستوى الأقصى المقبول.
القصد من لصق البطاقات على الأغذية والمكملات الغذائية في الولايات المتحدة، للتعبير عن الكمية الموجودة في الحصة كنسبة مئوية من القيمة اليومية. بالنسبة للمنغنيز، كان 100% من القيمة اليومية 2.0 مجم، ولكن اعتباراً من 27 مايو 2016 عُدلت إلى 2.3 مجم لجعله متفقاً مع الكمية المُوصى بتناولها. يوفّر جدول للقيم اليومية القديمة والجديدة للبالغين في الكمية الغذائية اليومية المرجعية.
| ذكر     | ذكر   | أنثى       | أنثى  |
| ------- | ----- | ---------- | ----- |
| مجم/يوم | العمر | مجم/يوم    | العمر |
| 1.2     | 1-3   | 1.2        | 1-3   |
| 1.5     | 4-8   | 1.5        | 4-8   |
| 1.9     | 9-13  | 1.6        | 9-13  |
| 2.2     | 14-18 | 1.6        | 14-18 |
| 2.3     | +19   | 1.8        | +19   |
| 2.3     | +19   | حامل: 2    | +19   |
| 2.3     | +19   | مرضعة: 2.6 | +19   |

### سمّية
التّعرّض المفرط أو الجرعة الزائدة منه قد تؤدي إلى حالة التسمّم بالمنغنيز، وهو خلل تنكسي عصبي يسبب موت الخلايا العصبية الدوبامينية وأعراض مشابهة لمرض باركنسون.

### نقص
إنّه أمر نادر الحدوث، ولكنّ نقصه في الانسان يؤدّي إلى مشاكل طبّية عديدة، فالعديد من منتجات الفيتامينات والمعادن الشائعة تفشل في تضمين المنغنيز في تركيباتها، المدخول الغذائي المرتفع نسبياً من المعادن الأخرى مثل الحديد والمغنيسيوم والكالسيوم قد يمنع المدخول السليم من المنغنيز. يؤدي نقص المنغنيز إلى تشوه الهيكل العظمي في الحيوانات ويمنع إنتاج الكولاجين في التئام الجروح.

## تأثير سمّي على الحياة البحرية
العديد من المجموعات الإنزيميّة تحتاج المنغنيز لتقوم بوظيفتها، ولكنّ المستويات المرتفعة منه تجعله ساماً. فمن المسببات البيئيّة لزيادة مستوياته في مياه البحر هو عندما تحدث فترات انخفاض مستوى الأكسجين. منذ عام 1990، وُجدت تقارير عن تراكم المنغنيز في الكائنات البحرية بما في ذلك الأسماك والقشريات والرخويات وشوكيات الجلد، مستهدفاً أنسجة معينة في مختلف الأصناف، بما في ذلك الخياشيم، الدماغ، الدم، الكلى، الكبد، والبنكرياس، وأُبلغ عن الآثار الفسيولوجية فيهم. يمكن أن يؤثر المنغنيز على تجديد الخلايا المناعية ووظائفها، مثل البلعمة وتنشيط البرو فينولوكسيديز، وكبت أجهزة المناعة لدى الكائنات الحية، مما يجعل الكائنات الحية أكثرعرضة للعدوى. ومع تغيرالمناخ، يزداد انتشار مسببات الأمراض، وحتى تتمكن الكائنات الحية من البقاء على قيد الحياة والدفاع عن نفسها ضد مسببات الأمراض هذه، فإنها تحتاج إلى نظام مناعة صحي وقوي. إذا تعرضو للخطر من مستويات المنغنيز العالية، لن يستطيعو محاربة مسببات الأمراض مما يؤدي إلى موتهم.

## دور بيولوجي في البكتيريا
فوق أكسيد الديسموتاز المحتوي على المنغنيز موجود في الميتوكندريون داخل خلية حقيقة النواة، وفي معظم البكتيريا (هذه الحقيقة تتماشى مع نظرية الأصل البكتيري للميتوكوندريا). يحتمل أن يكون إنزيم فوق أكسيد الديسموتاز المحتوي على المنغنيز أحد أقدم الإنزيمات، تقريباً جميع الكائنات الحية التي تعتمد على الأكسجين للبقاء تستخدمه في التعامل مع التأثيرات السامة لفوق الأكسيد (O−2)، التي تشكلت من اختزال إلكترون واحد من ثنائي الأكسجين. وأمّا الاستثناءات جميعها بكتيريا، الملبنة الأخمصية والعصيات اللبنية ذات الصلة، تستخدم آلية غير إنزيمية مختلفة مع أيونات المنغنيز (Mn2+) المركبة مع عديد الفسفات. ممّا يشير إلى مسار لتطورهذه الوظيفة في الحياة الهوائية.

## دور بيولوجي في النباتات
المنغنيز كذلك مهم في توليد الأكسجين خلال عملية التمثيل الضوئي في البلاستيدات الخضراء في النباتات. معقد توليد الأكسجين هو جزء من النظام الضوئي الثاني الموجود في أغشية الثايلاكويد في البلاستيدات الخضراء، وهو مسؤول عن عملية توليد الأكسجين النهائية من أكسدة الماء أثناء التفاعلات الضوئية في عملية التركيب الضوئي، ولديه نواة من بروتين فلزي حاوٍ على أربع ذرات من المنغنيز. لتلبية هذا الاحتياج، معظم الأسمدة النباتية واسعة المفعول تحتوي على المنغنيز.